# Руда-Краковецька
Руда-Краковецька —  село в Україні, в Яворівському районі Львівської області. Населення становить 623 особи. Орган місцевого самоврядування — Яворівська міська рада.

## Історія
У 1880 р. село належало до Яворівського повіту Королівства Галичини та Володимирії Австро-Угорської імперії. В селі було 36 будинків і 188 жителів, з них 84 греко-католики, 99 римо-католиків і 5 юдеїв. Місцева греко-католицька громада належала до парафії Краківець Яворівського деканату Перемишльської єпархії.
У 1939 році в селі проживало 350 мешканців, з них 100 українців, 240 поляків, 10 євреїв. Село входило до ґміни Великі Очі Яворівського повіту Львівського воєводства. Греко-католицька громада належала до парафії Краківець Краковецького деканату Перемишльської єпархії.
Наприкінці вересня 1939 р. село зайняла Червона армія. 27.11.1939 постановою Президії Верховної Ради УРСР у складі повіту село включене до новоутвореної Львівської області, а 17 січня 1940 року — до Краківецького району.
В радянські часи до села Руда-Краковецька (тепер це південна частина села південніше річки Ретичин) були приєднані сусіднє Руда Коханівська (тепер — центральна частина) і Городнє — присілок сусіднього села Свидниці (тепер — північна частина села).

В селі знаходиться мурована церква Вознесіння Господнього (УГКЦ), збудована у 1995 році. Юрисдикція: Львівська митрополія, Львівська архієпархія, Краковецький деканат. Адміністратор: о. Лабінський Роман [попередні парохи: 1997.03.10 — адмін. о. мітр. Роман Піта].

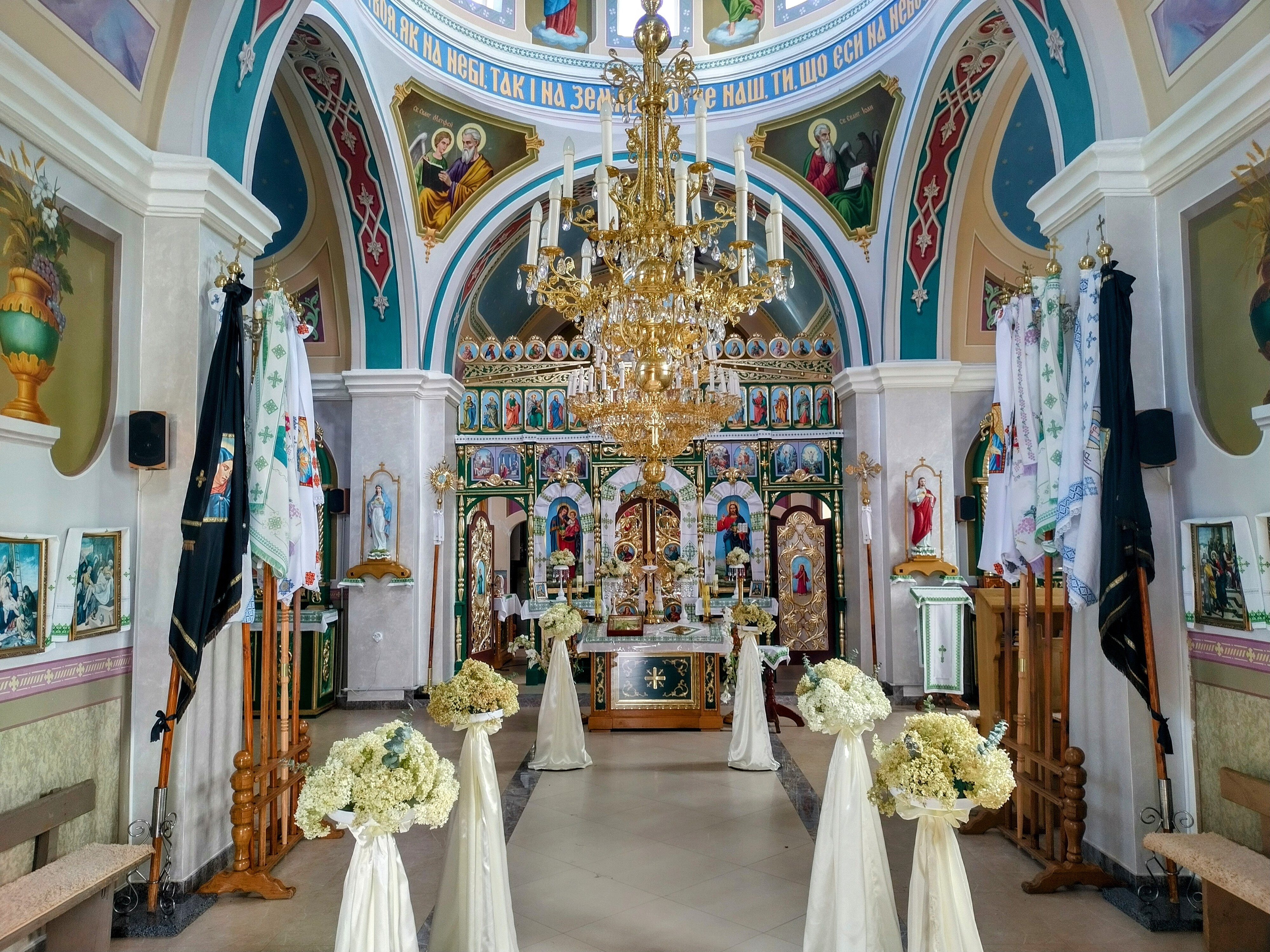
Головний вівтар та іконостас церкви